# Flato
脇腹痛（または 「脇を刺すような痛み」）とは、運動中に起こる胸郭下縁の刺すような激しい腹痛のことである。脇腹痛、脇腹けいれん、筋肉痛、単に縫い目とも呼ばれ、医学用語では運動関連一過性腹痛（ETAP）という。時には肩先の痛みにまで及ぶこともあり、ランニング、水泳、乗馬の際によく起こります。ランナーの約3分の2が、毎年少なくとも1回はステッチを経験するといわれている。正確な原因は不明であるが、腹部内膜の炎症が関与している可能性が高く、食事や糖分の多い飲料を摂取した後に起こりやすい。運動時のみ痛みがあり、安静時には全く痛みがない場合、それ以外は健康な人であれば、調査の必要はない。典型的な治療法は、深呼吸や患部を手で圧迫することである。

## 原因
ETAPの正確な原因は不明である。横隔膜の虚血（酸素不足）、腹部臓器を横隔膜に支持する内臓靭帯へのストレス、消化管の虚血または膨張、腹筋のけいれん、横隔膜下の中央円弧靭帯による腹腔動脈の圧迫に起因する虚血性疼痛、脊髄神経の悪化、または最も可能性が高いのは、腹膜の刺激である。
横隔膜は、そのほとんどが横隔神経に支配さ れているため、肩甲骨先端部への関連痛を説明 することができるが、横隔膜の虚血に対する主な 証拠は、ETAPが、横隔膜の虚血が考えにくい、乗馬、 ラクダ、バイクなどの呼吸要求の低い活動で誘発 されることである。X線透視法を用いた研究では、ETAPエピソード中の横隔膜の動きは完全で制限されていないことが示されている。別の研究では、ETAPを経験している被験者のフロー・ボリューム・ループを分析したところ、呼吸のどの測定値も低下していなかったことから、横隔膜はETAPの原因に直接関与していないことが示唆された。
この腹痛は、内臓（肝臓や胃など）が横隔膜を下に引っ張るために起こるという説もあるが、この仮説は、これらの臓器に下向きの力がほとんどかからない水泳中に頻繁に起こることと矛盾する。
ETAPの原因として、腹膜の摩擦刺激が示唆されている。頭頂腹膜は腹膜の外層で、腹壁と横隔膜の下面に付着している。横隔膜の下にある腹膜の部分には横隔神経が支配しているため、肩先の痛みを説明できる可能性がある。頭頂腹膜は腹壁全体を横断しているため、ETAPの広範な分布が説明できる；頭頂腹膜の張力は、体幹の伸展に伴って増大する；小児の腹膜表面は成人と比較して割合に大きいため、若年者にETAPの有病率が高いことが説明できる；頭頂腹膜から生じる痛みは、活動を停止したときにETAPで観察されるのと同様に、刺激を取り除くとすぐに緩和する。食後は、胃の膨張により腹膜の臓側層と頭頂層との摩擦が増大し、また、胃の排出が遅くなるため、糖分の多い飲料がETAPを誘発する可能性がある。実際、腹膜腔内の液体は、腹膜とその血管供給部との間の浸透圧勾配に非常に敏感である。
明確な原因がないため、どのような治療法も不確実である。代表的な治療法としては、深呼吸や患部を手で圧迫する方法がある。

## 発生
脇腹の縫合は、学童から週末に運動する人、エリートアスリートまで、あらゆるレベルのアスリートに起こるが、若い人に多い。ランニング、水泳、乗馬など、上半身をひねるような運動では、この悩みが多く報告されている。ランナーの約3分の2が、毎年少なくとも1回は縫い目を経験するといわれている。